# Lijst van voetbalinterlands Polen - San Marino
Deze lijst van voetbalinterlands is een overzicht van alle officiële voetbalwedstrijden tussen de nationale teams van Polen en San Marino. De landen speelden tot op heden tien keer tegen elkaar. De eerste ontmoeting, een kwalificatiewedstrijd voor het Wereldkampioenschap voetbal 1994, werd gespeeld in Łódź op 28 april 1993. Het laatste duel, een kwalificatiewedstrijd voor het Wereldkampioenschap voetbal 2022, vond plaats op 9 oktober 2021 in Warschau.

## Wedstrijden
| №  | Plaats                  | Datum             | Competitie           | Wedstrijd          | Uitslag |
| -- | ----------------------- | ----------------- | -------------------- | ------------------ | ------- |
| 1  | Łódź                    | 28 april 1993     | WK 1994 kwalificatie | Polen – San Marino | 1 – 0   |
| 2  | Serravalle              | 19 mei 1993       | WK 1994 kwalificatie | San Marino – Polen | 0 – 3   |
| 3  | Serravalle              | 7 september 2002  | EK 2004 kwalificatie | San Marino – Polen | 0 – 2   |
| 4  | Ostrowiec Świętokrzyski | 2 april 2003      | EK 2004 kwalificatie | Polen – San Marino | 5 – 0   |
| 5  | Serravalle              | 10 september 2008 | WK 2010 kwalificatie | San Marino – Polen | 0 – 2   |
| 6  | Kielce                  | 1 april 2009      | WK 2010 kwalificatie | Polen – San Marino | 10 – 0  |
| 7  | Warschau                | 26 maart 2013     | WK 2014 kwalificatie | Polen − San Marino | 5 − 0   |
| 8  | Serravalle              | 10 september 2013 | WK 2014 kwalificatie | San Marino − Polen | 1 − 5   |
| 9  | Serravalle              | 5 september 2021  | WK 2022 kwalificatie | San Marino − Polen | 1 − 7   |
| 10 | Warschau                | 9 oktober 2021    | WK 2022 kwalificatie | Polen − San Marino | 5 − 0   |

## Samenvatting
| Competitie      | Totaal gespeeld | Winst Polen | Gelijk | Winst San Marino | Doelsaldo Polen – San Marino |
| --------------- | --------------- | ----------- | ------ | ---------------- | ---------------------------- |
| WK-kwalificatie | 8               | 8           | 0      | 0                | 38 − 2                       |
| EK-kwalificatie | 2               | 2           | 0      | 0                | 7 − 0                        |
| Totaal          | 10              | 10          | 0      | 0                | 45 − 2                       |

## Details

### Eerste ontmoeting
| WK 1994 kwalificatie (Łódź, Polen, 28 april 1993): |       |            |
| Polen                                              | 1 – 0 | San Marino |
| Jan Furtok 75'                                     | goals |            |

### Tweede ontmoeting
| WK 1994 kwalificatie (Serravalle, San Marino, 19 mei 1993): |       |                                                            |
| San Marino                                                  | 0 – 3 | Polen                                                      |
|                                                             | goals | 52' Marek Leśniak 57' Krzysztof Warzycha 80' Marek Leśniak |

### Zevende ontmoeting
| WK 2014 kwalificatie (Warschau, Polen, 26 maart 2013):                                                                    |       |            |
| Polen | 5 – 0 | San Marino |
| Robert Lewandowski 21' (pen.) Łukasz Piszczek 28' Robert Lewandowski 50' (pen.) Łukasz Teodorczyk 61' Jakub Kosecki 90+2' | goals |            |
| - Debuut van Bartosz Salamon (AC Milan) voor Polen.                                                                       |       |            |

### Achtste ontmoeting
| WK 2014 kwalificatie (Serravalle, San Marino, 10 september 2013): |              | |
| San Marino | 1 – 5        | Polen |
| Alessandro Della Valle 22' | goals        | 10' Piotr Zieliński 23' Jakub Błaszczykowski 33' Waldemar Sobota 66' Piotr Zieliński 75' Adrian Mierzejewski                                                                                   |
| Giampaolo Mazza | bondscoach   | Waldemar Fornalik |
| Aldo Simoncini Lorenzo Buscarini Mirko Palazzi 69' Fabio Vitaioli Alessandro Della Valle Gianluca Bollini Matteo Vitaioli Pietro Calzolari Alex Gasperoni 42' Andy Selva Danilo Ezequiel Rinaldi 80' | opstellingen | Artur Boruc Sebastian Boenisch Piotr Celeban Artur Jędrzejczyk Bartosz Salamon 72' Jakub Błaszczykowski Mateusz Klich Waldemar Sobota 79' Grzegorz Krychowiak Piotr Zieliński 55' Paweł Brożek |
| Michele Cervellini 42' Enrico Cibelli 69' Alessandro Bianchi 80' | wissels      | 55' Marcin Robak 72' Adrian Mierzejewski 79' Paweł Wszołek |
| Gianluca Bollini 17' Matteo Vitaioli 29' Lorenzo Buscarini 55' Pietro Calzolari 60' | gele kaarten | 42' Mateusz Klich 86' Marcin Robak |
| - Debuut van Pietro Calzolari (FC Fiorentino) voor San Marino. |              | |

Poolse voetbalbond · A-internationals · Selecties · Statistieken · Pools vrouwenelftal · Olympisch elftal · Polen U21 · Polen U20 · Polen U19 · Polen U18 · Polen U17 · Polen U16
1921 – 1929 ·
1930 – 1939 ·
1940 – 1949 ·
1950 – 1959 ·
1960 – 1969 ·
1970 – 1979 ·
1980 – 1989 ·
1990 – 1999 ·
2000 – 2009 ·
2010 – 2019 ·
2020 – 2029
EK 2008 · 
EK 2012 · 
EK 2016 · 
EK 2020
WK 1938 ·
WK 1974 ·
WK 1978 ·
WK 1982 ·
WK 1986 ·
WK 2002 ·
WK 2006 ·
WK 2018
OS 1924 ·
OS 1936 ·
OS 1972 ·
OS 1976 ·
OS 1992
1921 · 
1922 · 
1923 · 
1924 · 
1925 · 
1926 · 
1927 · 
1928 · 
1929 · 
1930 · 
1931 · 
1932 · 
1933 · 
1934 · 
1935 · 
1936 · 
1937 · 
1938 · 
1939 · 
1940–1946 · 
1947 · 
1948 · 
1949 · 
1950 · 
1951 · 
1952 · 
1953 · 
1954 · 
1955 · 
1956 · 
1957 · 
1958 · 
1959 · 
1960 · 
1961 · 
1962 · 
1963 · 
1964 · 
1965 · 
1966 · 
1967 · 
1968 · 
1969 · 
1970 · 
1971 · 
1972 · 
1973 · 
1974 · 
1975 · 
1976 · 
1977 · 
1978 · 
1979 · 
1980 · 
1981 · 
1982 · 
1983 · 
1984 · 
1985 · 
1986 · 
1987 · 
1988 · 
1989 · 
1990 · 
1991 · 
1992 · 
1993 · 
1994 · 
1995 · 
1996 · 
1997 · 
1998 · 
1999 · 
2000 · 
2001 · 
2002 · 
2003 · 
2004 · 
2005 · 
2006 · 
2007 · 
2008 · 
2009 · 
2010 · 
2011 · 
2012 · 
2013 · 
2014 ·
2015 ·
2016 ·
2017 ·
2018 ·
2019 ·
2020 ·
2021
Albanië ·
Algerije ·
Andorra ·
Argentinië ·
Armenië ·
Australië ·
Azerbeidzjan ·
België ·
Bolivia ·
Bosnië en Herzegovina ·
Brazilië ·
Bulgarije ·
Canada ·
Chili ·
China ·
Colombia ·
Costa Rica ·
Cyprus ·
DDR ·
Denemarken ·
Duitsland ·
Ecuador ·
Egypte ·
Engeland ·
Estland ·
Faeröer · 
Finland ·
Frankrijk ·
Georgië ·
Gibraltar ·
Griekenland ·
Guatemala ·
Haïti ·
Hongarije ·
Ierland ·
India ·
Irak ·
Iran ·
Israël ·
Italië ·
Ivoorkust ·
IJsland ·
Japan ·
Joegoslavië ·
Kameroen ·
Kazachstan ·
Koeweit ·
Kroatië ·
Letland ·
Libië ·
Liechtenstein ·
Litouwen ·
Luxemburg ·
Marokko ·
Malta ·
Mexico ·
Moldavië ·
Montenegro ·
Nederland ·
Nieuw-Zeeland ·
Nigeria ·
Noord-Ierland ·
Noord-Korea ·
Noord-Macedonië ·
Noorwegen ·
Oekraïne ·
Oostenrijk ·
Peru ·
Portugal ·
Roemenië ·
Rusland ·
San Marino ·
Saoedi-Arabië · 
Schotland ·
Senegal ·
Servië ·
Servië en Montenegro · 
Singapore ·
Slovenië ·
Slowakije ·
Sovjet-Unie ·
Spanje ·
Thailand · 
Tsjechië ·
Tsjecho-Slowakije ·
Tunesië ·
Turkije ·
Uruguay ·
Verenigde Arabische Emiraten ·
Verenigde Staten ·
Wales ·
Wit-Rusland ·
Zuid-Afrika ·
Zuid-Korea ·
Zweden ·
Zwitserland
België (1982) ·
Colombia (2018) ·
Costa Rica (2006) ·
Duitsland (2006) ·
Duitsland (2008) ·
Duitsland (2016) ·
Ecuador (2006) ·
Frankrijk (1982) ·
Frankrijk (2022) ·
Griekenland (2012) ·
Italië (1982, 1) ·
Italië (1982, 2) ·
Japan (2018) ·
Kameroen (1982) ·
Kroatië (2008) ·
Noord-Ierland (2016) ·
Oostenrijk (2008) ·
Peru (1982) ·
Rusland (2012) ·
Senegal (2018) ·
Slowakije (2021) ·
Sovjet-Unie (1982) ·
Spanje (2021) ·
Tsjechië (2012) ·
Zweden (2021)
FSGC · A-internationals · Bondscoaches · Statistieken · San Marino U21 · San Marino U19 · San Marino U18 · San Marino U17 · San Marino U16
1986 – 1989 · 1990 – 1999 · 2000 – 2009 · 2010 – 2019 · 2020 – 2029
2000 · 2001 · 2002 · 2003 · 2004 · 2005 · 2006
Albanië · 
Andorra ·
Azerbeidzjan ·
België · 
Bosnië en Herzegovina · 
Bulgarije ·
Canada ·
Cyprus ·
Denemarken ·
Duitsland · 
Engeland · 
Estland · 
Faeröer · 
Finland · 
Gibraltar · 
Griekenland · 
Hongarije · 
Ierland · 
IJsland ·
Israël · 
Italië · 
Kaapverdië ·
Kazachstan ·
Kosovo ·
Kroatië · 
Letland · 
Libanon · 
Liechtenstein · 
Litouwen · 
Luxemburg ·
Malta ·
Moldavië ·
Montenegro ·
Nederland · 
Noord-Ierland · 
Noorwegen ·
Oekraïne ·
Oostenrijk · 
Polen · 
Roemenië · 
Rusland · 
Saint Kitts en Nevis ·
Saint Lucia ·
Schotland · 
Servië en Montenegro · 
Seychellen ·
Slovenië · 
Slowakije · 
Spanje · 
Syrië ·
Tsjechië · 
Turkije · 
Wales · 
Wit-Rusland · 
Zweden · 
Zwitserland
Nederland (2011)